# Volker Roth
Volker Roth (Chemnitz, 1º febbraio 1942 – Chemnitz, 17 febbraio 2025) è stato un arbitro di calcio tedesco.

## Carriera
Debuttante nella Fußball-Bundesliga tedesca nel 1972, avrebbe messo insieme un consuntivo di 129 presenze nella massima serie nazionale, prima di interrompere volontariamente l'attività sui campi nel 1986, subito dopo il Mondiale di calcio in Messico: qui dirige le partite Portogallo-Inghilterra (1-0) e Brasile-Polonia (4-0).
Nominato internazionale nel 1978, nel 1984 viene designato in rapida successione: per la finale di ritorno di Coppa UEFA tra Tottenham e Anderlecht (1:1 al 120', poi vittoria degli inglesi ai rigori), in occasione della fase finale del campionato europeo di calcio 1984 in Francia dove gli tocca dirigere a Parigi la gara inaugurale del torneo Francia-Danimarca (1:0) e per il torneo calcistico all'Olimpiade di Los Angeles nella sub-sede di Boston dove arbitra Francia - Norvegia 2:1.
Curiosamente, la carriera di Volker Roth è legata a due gol bellissimi e regolari realizzati da campioni del calcio italiano che decise ingiustamente di annullare: il primo venne siglato in rovesciata dall'interista Karl-Heinz Rummenigge in una sfida di Coppa UEFA contro il Glasgow Rangers il 24 ottobre 1984, il secondo vide protagonista lo juventino Michel Platini che nella finale di Coppa Intercontinentale del 1985 trafisse la difesa dell'Argentinos Juniors dopo un doppio palleggio aereo.
È stato eletto per due volte dalla DFB come miglior arbitro tedesco (nel 1980 e nel 1986).
Nel 1995, la DFB lo nominò a capo della Commissione arbitri della Bundesliga. Contemporaneamente, Roth acquisisce apprezzamenti come dirigente anche a livello internazionale, entrando a far parte delle Commissioni arbitrali della FIFA in occasione dei Mondiali del 1998 e del 2002. Nel 2000 la FIFA gli conferì il prestigioso FIFA Special Award.
Dal 2001 al 2007 Roth è stato anche coordinatore della Commissione arbitrale della UEFA; dal 2007, pur venendo sostituito al vertice, ha continuato a far parte della Commissione fino al 2011. Nel maggio 2010 lascia l'incarico all'interno della Federcalcio tedesca, ed è sostituito nel ruolo di capo-designatore dall'ex arbitro élite Herbert Fandel.